# Général en chef
General en chef (anglicky general-in-chief / francouzsky général en chef) je vojenská hodnost v armádách některých států die označení pro nejvyšší služební hodnosti nebo pro zvlástní vojenské účely, ale také označení hodnosti pro vrcholné hodnostní stupně důstojníků, resp. řazení generality.